# Angelo De Rossi
Angelo De Rossi (Venezia, 26 ottobre 1924 – settembre 1998) è stato un insegnante e pedagogista italiano.

## La vita
Angelo De Rossi nasce a Venezia il 26 ottobre 1924. I genitori gli fanno compiere gli studi classici presso la Congregazione delle scuole di carità (o Istituto Cavanis) a Venezia, famosa per la severità e l'alta qualità dell'insegnamento. Dopo aver preso parte alla guerra partigiana, si dedica ad attività occasionali, collaborando anche con alcuni giornali locali veneziani. In seguito, intraprende la carriera militare nel Corpo degli Alpini e successivamente gestisce per un paio d'anni il rifugio "5º Reggimento Artiglieria Alpina" sul Col Visentin. Nel 1958 si sposa con Giuliana Bucciarelli e, dopo un breve periodo durante il quale lavora come assicuratore, inizia ad avvicinarsi al mondo della scuola come insegnante di educazione fisica. Nel 1962, oltre all'insegnamento, gli viene affidata la presidenza della scuola media "E. Paolin" di Canale d'Agordo, in Valle del Biois, incarico che mantiene fino al 1971. Mentre è impegnato in ambito scolastico, riprende gli studi all'Università di Padova, dove nel 1965 consegue la laurea in filosofia.
Nel 1970 è chiamato a coordinare il Comitato scientifico della scuola media statale sperimentale "Nicola Pistelli" nel quartiere operaio di Corea a Livorno, dove, con l'aiuto di don Alfredo Nesi, parroco del quartiere, era nato il "Villaggio Scolastico di Corea". Ricevuti diversi riconoscimenti per i suoi lavori, torna a Belluno per due anni presso l'Istituto magistrale "G. Renier". Dopo essere stato docente di scienze dell'educazione nei corsi abilitanti speciali del 1972 in Val d'Aosta e coordinatore delle attività di sperimentazione scolastica di quella Regione, torna nuovamente a Belluno dove ottiene l'incarico di presiedere l'Istituto alberghiero di Falcade, della sede coordinata di Cortina d'Ampezzo e, dal 1979, della succursale di Longarone, conosciuta come Istituto alberghiero "Dolomieu". De Rossi chiude la sua carriera scolastica in qualità di ispettore a Torino (1983-1993) dopo aver vinto il concorso ispettivo per la sezione scuola media inferiore. Nel 1985, su proposta del Prefetto di Belluno, viene premiato con l'onorificenza di Cavaliere per meriti culturali e nel 1997 riceve la medaglia d'argento di "Benemerito per la scuola, cultura ed arte". Muore nel 1998.

## L'esperienza di Canale D'Agordo
"Nella cultura della Valle introdusse una sperimentazione didattica e metodologica da lui stesso definita «per gruppi sociali elementari»".
Certamente nella multiforme attività professionale e sociale di Angelo De Rossi spicca su tutte la sua esperienza di innovatore e sperimentatore scolastico compiuta a Canale d'Agordo negli anni sessanta come preside della scuola media. Essa, come è noto, venne istituita in Italia nel 1963 (per la precisione con legge n. 1859 del 31/12/1962) in sostituzione, anche a Canale, del vecchio indirizzo scolastico di Avviamento professionale.
Per capire più in profondità il significato del lavoro compiuto da De Rossi in questo periodo, occorre aver presente il contesto socio-culturale nel quale egli si trova ad operare. All'inizio degli anni sessanta la zona di Canale d'Agordo è ancora geograficamente e culturalmente isolata. Non esiste ancora quel turismo di massa che si viene a creare in Italia solo come conseguenza del boom economico. Col passare degli anni, però, anche a Canale la presenza sempre più frequente dei visitatori rende necessaria la costruzione di nuove infrastrutture come case, alberghi, pensioni; una volta iniziato, questo processo di trasformazione avanza sempre più rapidamente. Naturalmente, almeno in un primo momento, si riscontra tra gli abitanti del paese una certa resistenza ad abbandonare il tradizionale lavoro agricolo; resistenza che poi viene rapidamente superata vedendo la convenienza della nuova attività economica.
A partire da quegli anni anche un certo sviluppo industriale permette di migliorare la situazione dell'intera vallata Agordina, con la presenza di una fabbrica di occhiali (la Luxottica) che sostiene la crescita economica dell'intera zona.
Prima dell'istituzione della scuola dell'obbligo, erano pochi i ragazzi che, fermandosi alle elementari, portavano a compimento gli studi: si dedicavano al lavoro rurale per aiutare la famiglia; al contrario, con la prima sperimentazione messa in campo da De Rossi nel 1962, le cose, rispetto al problema della frequenza, cominciano a cambiare. De Rossi ha le idee molto chiare: egli ritiene che "nelle zone depresse in genere e nella provincia di Belluno, in particolare, la funzione della scuola dell'obbligo si [era] configurata, fino ad allora" in un modo che veniva a favorire unicamente i figli delle classi sociali più agiate. Per una scuola, invece, pienamente rispondente alle nuove esigenze sociali e al nuovo spirito della riforma istituente la nuova scuola media unica, De Rossi ritiene che la scuola debba partire "dalle esigenze dell'alunno per dargli la possibilità di essere se stesso e non ciò che il sistema ha deciso che dovrà essere. Si trattava, quindi, di rendere il ragazzo critico rispetto a tutto ciò che gli veniva presentato, dandogli gli strumenti che gli sarebbero stati utili per scegliere in prima persona".
Per raggiungere questo importante obiettivo De Rossi ritiene che la scuola debba assolutamente evitare di "essere la cittadella del Sapere disancorata dall'ambiente socio-culturale in cui opera". Ecco perché il presupposto pedagogico su cui De Rossi basa la sua azione educativa a Canale è quello della valorizzazione della cultura popolare locale: per lui i ragazzi non devono essere trascinati dalla scuola lontano dai valori culturali originari del loro paese e della loro gente; al contrario, per De Rossi questi valori sono "portatori di tradizioni, di significati dell'uomo e delle cose, di prospettive esistenziali di fondo, che la cultura ufficiale ha smarrito e non sa più leggere nemmeno tra le righe dei suoi stessi libri". Naturalmente, la scuola, però, non è una istituzione che può limitarsi all'accettazione acritica di questi valori e modelli: i ragazzi a scuola dovranno essere portati nella condizione "di chi dialoga, confronta e critica, accetta o respinge secondo una sua prospettiva [pur non alienandolo] dalla sua matrice e dalle sue radici più profonde". Insomma: se il compito della scuola è quello di costruire una mentalità critica costruttiva nei ragazzi, allora questo sarà possibile solo "a condizione che l'individuo riesca attraverso l'analisi della propria storia e del condizionamento culturale assorbito nell'infanzia (sia attraverso l'adeguamento alle norme comportamentali, sia con l'assorbimento dei valori impliciti nel linguaggio) a liberarsi dell'insieme dei valori impostigli".
Se queste sono le premesse, allora si capisce bene perché uno dei lavori didattici più importanti e conosciuti portati avanti da De Rossi coi suoi insegnanti e i suoi studenti a Canale d'Agordo sia una ricerca, per così dire etnografica, sul tema della religiosità in Valle del Biois.

### La ricerca
Religione e superstizione: una proposta, una ricerca, un metodo per la scuola italiana di domani è il frutto della ricerca condotta da 24 studenti della scuola diretta da Angelo De Rossi nel triennio 1963-1966 per esaminare il rapporto tra religione e superstizione negli abitanti della Valle del Biois. Si tratta di un vero proprio saggio, risultato di una indagine condotta attraverso "interviste e lo studio di documenti conservati negli archivi della canonica della Pieve e negli archivi comunali". Successivo e fondamentale è stato l'apporto dalla collaborazione con l'insegnante di religione, don Andrea Tison, il quale riprendeva in sede della sua materia specifica i concetti, in modo da non creare traumi o turbative di coscienza. 
Il lavoro finito venne presentato a un concorso Veritas ed ebbe un particolare riconoscimento dal vescovo di Feltre e Belluno Gioacchino Muccin il quale esortò gli studenti a proseguire sulla via di questi studi e riconobbe la solidità degli insegnamenti nei quali erano stati istruiti.

## La pedagogia
Riprendendo una critica alla scuola tradizionale già mossa dall'Attivismo pedagogico e in particolare da Ovide Decroly agli inizi del Novecento, Angelo De Rossi inizia il suo ragionamento pedagogico notando che la scuola italiana funziona male perché non c'è alcun rapporto tra ciò che si studia, da un lato, e, dall'altro, il lavoro, o la vita più in generale: i ragazzi vanno a scuola solo per ottenere quel pezzo di carta senza il quale non troverebbero lavoro, non perché pensino che quello che viene loro insegnato sia utile per la loro vita. Questa deformazione delle autentiche finalità della istituzione scolastica, però, non è, per De Rossi, conseguenza principalmente di un atteggiamento utilitaristico e strumentale dei ragazzi che frequentano la scuola: la responsabilità maggiore è piuttosto di un certo modo di intendere l'istruzione proprio del mondo degli adulti.

### La scuola che non va
In effetti, per De Rossi, molti ritengono che l'obiettivo della scuola sia condurre i giovani a conformarsi a modelli dati, ritenuti i più idonei all'inserimento in una società organizzata, ovvero fornire agli alunni modelli di comportamento che permettano questa integrazione nel tessuto sociale. A sua volta, questo modo di concepire le finalità della istituzione scolastica, per De Rossi (che in ciò richiama le posizioni critiche dello studioso marxista Louis Althusser, il cui testo principale a questo proposito, Ideologia e apparati ideologici di stato, risale al 1970), ha a che fare con l'ideologia conservatrice di chi utilizza la scuola in modo da mantenere le strutture di potere, non in modo da portare ad un progresso e a una promozione della persona. Infatti, osserva De Rossi, il potere si fonda sull'incapacità delle persone di autogestirsi, perciò chi è al potere non organizzerà la scuola in modo da perderlo ma in modo da addestrare i ragazzi, per così dire, a favorire il potere di pochi. Un tipo di scuola di questo genere, che è poi la scuola dei libri di testo, dei programmi, dei voti e delle bocciature, conserva e ribadisce il modello dei “pochi bravi” che governano masse imbelli. In effetti, osserva De Rossi, sin da quando è nata, la scuola è servita non come strumento per elevare le masse, ma come mezzo per poter ottenere un maggiore profitto. Anche l'obbligatorietà della scuola rappresenta una forma di sfruttamento delle masse, le quali devono imparare ciò che serve al padrone, non ciò che è utile per loro. Di fronte a questa struttura di sfruttamento le famiglie e i ragazzi non hanno altri strumenti se non la competitività e l'individualismo, ovvero l'autosfruttamento che alla fine porterà comunque al profitto del padrone.

### Le finalità autentiche della scuola
Al contrario di quanto si verifica nella scuola tradizionale, gli autentici scopi dell'educazione per De Rossi (che dicendo ciò riecheggia le posizioni filosofico-pedagogiche di John Dewey), sono altri: innanzitutto permettere ai ragazzi di maturare e di fare esperienza in modo da diventare capaci di ricercare, insieme alle altre persone, i modi per superare le difficoltà della vita; in secondo luogo, dare loro gli strumenti cognitivi e sociali necessari a partecipare in prima persona e in modo maturo e responsabile alla vita sociale, culturale, politica e produttiva del proprio ambiente di vita (e in questo caso si tratta di aiutare i ragazzi ad assumere e sviluppare coscienza dei comportamenti e dei ruoli che una certa struttura sociale impone perché poi possano prendere una decisione personale su quale modello adottare, in armonia con gli altri).
Se queste sono, per De Rossi le finalità ultime dell'educazione in generale, il compito primario della scuola consiste nel rendere possibile una riflessione sull'importanza del linguaggio che rende padroni della parola. Saper parlare, sapersi esprimere in modo corretto ed efficace è per De Rossi, infatti, il prerequisito irrinunciabile per raggiungere gli scopi identificati come desiderabili nel processo educativo. Il primo uso della parola è quello di informare gli altri di certi fatti che si ritengono importanti. Il secondo uso è quello di portare altri a fare o non fare certe cose che, secondo noi, sono buone o cattive. Il nostro successo, la nostra capacità di incidere sugli altri, dipende in modo significativo dal nostro grado di possesso della parola e dalla nostra capacità argomentativa. La parola è dunque necessaria per poter confrontare il nostro punto di vista con quello degli altri. Senza la padronanza sulla parola detta e scritta non si dà nessuna partecipazione alla vita sociale e nessuna possibilità di collaborazione proficua e paritaria con gli altri.

### La didattica
Considerate le nuove finalità che De Rossi attribuisce alla scuola, ne risulta anche una nuova visione dell'organizzazione del lavoro didattico.
In primo luogo per cambiare il metodo di questa scuola è importante partire dalla convinzione che gli uomini siano educabili, capaci di autocoscienza, di impegno morale e di libertà, perciò la scelta educativa si baserà sulla ricerca di un metodo liberante per l'uomo attraverso il quale egli abbia la possibilità di divenire ciò che ora non è e di poter superare le leggi che sembrano governare la sua storia. Per acquisire questa libertà è importante improntare la didattica sulla partecipazione attiva degli studenti, intesa come coscienza, responsabilità, impegno e un continuo mettere in discussione scopi, mezzi e procedimenti. 
L'educazione come partecipazione però non deve riguardare solo gli studenti e i docenti, ma anche la società e la famiglia. Per cambiare la scuola, e modificarla nel senso di una comunità democratica, è necessario per De Rossi che tutti siano interessati al rapporto educativo, non solo genitori o docenti, in quanto una scuola sviluppata porta ad uno sviluppo della società. Inoltre il processo educativo deve essere inserito e radicato nella vita comunitaria e nelle sue condizioni al fine di garantire un processo ordinato alla produzione di una società di uguali.
Il metodo che egli propone perciò nega il rapporto tradizionale tra docente e studente, basato su un rapporto asimmetrico, affermando la necessità del processo educativo come processo dialogico che si attua tra individui che discutono tra loro di esperienze proprie, al medesimo livello.

#### Lo sviluppo cognitivo dell'adolescente
La nuova didattica richiesta dalla scuola che De Rossi ha in mente richiede innanzitutto la conoscenza e il rispetto delle fasi attraverso cui si attua la crescita e la formazione di ogni ragazzo. È importante riuscire a correlare ogni fase ad un certo tipo di materiai e mezzi, proporzionati al momento. Si tratta di vedere a che livello, con quali modalità, entro quali limiti ciò avviene nelle diverse età, in modo da creare le condizioni ottimali perché vengano soddisfatti i bisogni del ragazzo.
Una prima fase è quella in cui l'educando conquista la comprensione del mondo in cui è nato, infatti attraverso l'imitazione e la partecipazione egli cerca di appropriarsi di tutte le tecniche operative che vede usare dagli adulti (parlare, disegnare, usare mezzi tecnologici, ecc.).
La seconda fase è quella che porta il ragazzo a cercare una propria autonomia nell'integrazione. È il momento in cui si propone modelli specifici e definiti con i quali tende ad identificarsi, il momento in cui tende ad opporsi a quasi tutti gli adulti con cui vive, ossia è la fase in cui tende ad isolare i suoi primi punti di vista. Il suo sviluppo fisico e psichico lo rendono insicuro: il suo mutamento di dimensioni fisiche e di prospettiva mentale non riesce a riferirlo a se stesso ma gli sembra un mutamento delle cose. 
La terza fase o adolescenza è caratterizzata dalla ricerca di particolari modalità di partecipazione, sia nelle attività degli adulti sia nella propria formazione. È la fase in cui si può iniziare a parlare di intelligenza e di volontà nel senso di sistematicità nel procedere e di autonomia operativa.
Non essendo questi ritmi di sviluppo gli stessi per tutti rispetto al tempo non esiste alcuna condizione obiettiva per poter valutare secondo una scala di merito il procedere del ragazzo, per cui il concetto di voto e quello di bocciatura risultano assurdi, essi si rivelano utili solo finalizzando l'istruzione a modelli d'inserimento sociale anziché allo sviluppo corretto dell'essere umano.

#### Le materie scolastiche e il libro di testo
Al fine di garantire uno sviluppo regolare ad ogni ragazzo De Rossi esclude l'esistenza di “materie”, in quanto danno al ragazzo un'immagine frammentata del mondo, mentre egli lo vede nella sua globalità; le materie che vengono insegnate devono tener conto della loro specificità in relazione alla globalità, in modo da avere una visione unitaria del mondo e uomo che, come tale, dispone consapevolmente di tutti i linguaggi come di suoi strumenti per scegliere il proprio destino.
Il libro di testo di una specifica materia tratta secondo la logica della materia stessa, offrendo una visione molto lontana dalla realtà. Questo tipo di apprendimento settoriale non ha portato né crescita né esperienza, non ha avuto nessun riscontro utile in quanto non è stato assimilato e non ha avuto per chi lo ha ricevuto complessivamente senso. Questo ha contribuito a vedere la scuola solo per il titolo che rilasciava. De Rossi sostiene che sia necessario abbandonare questa settorialità ed insegnare attraverso la globalità per poi utilizzare delle tecniche specifiche per i singoli aspetti. 
Nella costruzione del libro di testo la scuola svolge un ruolo importante. Innanzitutto deve superare l'insegnamento per materie, le quali negano una visione unitaria della realtà e portano ad un settorialismo del sapere. 
Inoltre deve superare l'organizzazione per ore, non sono possibili ore fisse da dedicare a settori inesistenti, casomai ci sono attività che richiedono un lavoro più o meno lungo e la collaborazione di più persone.
Il libro di testo qui servirà come strumento di liberazione dal condizionamento operato dagli altri mezzi, quindi non deve valorizzare alcun tipo di valore o contenuto, come invece avviene nella scuola tradizionale in cui esso è utilizzato come uno strumento per veicolare dei valori imposti da chi detiene il potere, ma deve garantire a ciascuno la possibilità di prendere una scelta.
Il libro di testo non deve essere dato all'alunno, ma deve essere conquistato, va costruito dall'educando mano a mano che il suo rapporto con il mondo si va definendo. Questa conquista implica due condizioni senza cui non sarebbe possibile: il docente come autorità e il dialogo alla pari nel gruppo dei discenti.

#### L'organizzazione degli spazi e dei tempi scolastici
In questo nuovo metodo didattico basato sul dialogo l'unità di apprendimento è il gruppo, in quanto l'individuo ha senso solo grazie alla relazione con altri individui. Ogni gruppo partecipa ad una serie di attività che rispondano ai suoi specifici e peculiari bisogni. Non regge quindi la divisione in classi costituite da tanti o pochi alunni su cui si fonda la scuola tradizionale, la quale non divide i ragazzi considerando i loro bisogni bensì operando una divisione stabilita in base all'età e quindi di fatto non tenendo conto dei ritmi di sviluppo cognitivo di ogni alunno.
Tutte le attività che vengono svolte all'interno del gruppo sono libere e complementari ad un'unica attività, il cui programma è fissato dallo sviluppo del ragazzo e questa attività è l'approccio del ragazzo con il mondo ed il suo impossessamento del linguaggio, inteso quale strumento con cui egli analizza la realtà e produce schemi anticipatori d'azione attraverso i quali avrà la possibilità di inserirsi positivamente, e allo stesso tempo con sguardo critico, all'interno della società.
In questo modo la struttura della scuola diviene permissiva, ovvero permette a ciascuno di esprimere se stesso e di arricchirsi degli apporti di tutti e del confronto con tutti.
La struttura della conquista del libro di testo è quindi offerta dalla correlazione dinamica fra una struttura di rapporti interpersonali nel gruppo ed una struttura di programma proporzionata costantemente alle esigenze del gruppo stesso, ossia che rispecchi le fasi attraverso le quali il singolo stabilisce e sviluppa il proprio tessuto di rapporti col mondo in cui vive.
Il lavoro di gruppo è fondamentale in quanto ogni partecipante prende coscienza del significato, dei limiti e della validità del proprio pensiero individuale e del proprio modo di essere in relazione nei confronti del gruppo organizzato. Il lavoro di gruppo permette al singolo di sviluppare una capacità critica e di stimolare la socializzazione.

#### La nuova figura del docente facilitatore
All'interno delle attività del gruppo nasce una nuova figura di docente, quella del trainer. Egli non dà la sua opinione su ciò di cui discute il gruppo per non rischiare di condizionarlo, bensì analizza le dinamiche del gruppo, controlla il rispetto delle procedure a cui il gruppo deve attenersi per le sue attività e le modalità di comunicazione nel gruppo.
Il docente deve essere inteso come termine di paragone e di confronto, come elemento che sia in grado di trasmettere sicurezza e il cui scopo sia quello di emancipare lo studente, ossia deve gestire il proprio potere per eliminarlo. La responsabilità di tutti i docenti, non solo di uno di essi, deve essere proprio il controllo del potere in relazione all'affermazione e all'emancipazione del bambino. Per essere autorità per i discenti i docenti devono essere, non solo individualmente ma collegialmente, "persone" capaci di scambiarsi aiuto e consigli.
Inoltre il docente deve conoscere le dinamiche del gruppo, infatti sarebbe un errore sia lasciare troppe difficoltà nella classe, ma anche creare un ambiente in cui non vi siano mai discussioni. Il ragazzo per maturare deve capire che oltre alle sue ragioni vi sono anche quelle di molte altre persone, le quali vanno ascoltate e rispettate per le loro idee seppur diverse dalle proprie. Inoltre il docente non deve usare la sua autorità per imporre la sua idea, arrivando così all'autoritarismo, ma deve lasciare che i ragazzi diventino esseri pensanti e critici, per fare ciò è necessario che essi “conquistino la parola”. Perciò non si tratta di premiare o castigare: si tratta di aiutare, di rimuovere gli ostacoli, di fornire mezzi e strumenti, di creare un ambiente favorevole al sorgere della consapevolezza e della distanza mentale.
Nel tradizionale rapporto docente-discente fondato sulla violenza, data sulla superiorità del maestro seduto in cattedra a cui nessuno può opporsi, non è possibile instaurare un dialogo in cui lo studente possa esprimere le sue opinioni, anche con obiettivo di indicare ciò che per lui sarebbe da migliorare e quindi per portare un progresso.
Il docente deve offrire agli studenti gli strumenti per fondare, consolidare e sviluppare la loro posizione critica, in modo che ciò che viene insegnato assuma anche un valore per gli alunni, valore che invece aveva perso con la scuola tradizionale. Perciò, prima che tutte le conoscenze tradizionali è importanti che lo studente riceva informazioni sulla realtà in cui vive, quali sono le difficoltà nel quartiere in cui risiede. Per questo l'aggiornamento dei docenti non è più solo un fatto tecnico professionale, diventa un vivere impegnati nel presente. Aggiornarsi non può che significare riflettere sul mondo attuale e sulla propria funzione in questo mondo, concreto particolarmente nella comunità in cui si opera.